# Meunasah Manyang (Lhonga)
Meunasah Manyang is een bestuurslaag in het regentschap Aceh Besar van de provincie Atjeh, Indonesië. Meunasah Manyang telt 355 inwoners (volkstelling 2010).